# КВ-85
КВ-85 је био совјетски тенк који се налазио у производњи током 3 месеца 1943. године.

### Настанак и намена
Половином 1943. године Црвена армија доноси одлуку о обустави производње тенкова КВ-1 због њихове мале брзине и слабе ватрене моћи. Иако је првобитно тим наређењем било замишљено да се не производи ниједан тенк наследник због блиског уласка у производњу тенка ЈС-1, на совјетску жалост неминовни почетни проблеми производње новог модела резултују краткотрајним стварањем тенка КВ-85 с задатком борбе против немачких Тигрова и Пантера.
Пре потпуног престанка производње новог тенка у децембру 1943. године направљено је само 130 његових примерака.

### Опрема
Конкретне разлике између овог модела и КВ-1 су биле минималне. Ради постизања боље покретљивости оклоп му је смањен на ниво последње верзије претходника (КВ-1) из 1943. Тако има тањи оклоп од КВ-1 из 1941. ради боље покретљивости) што ипак није било ни најмање задовољавајуће, тако да брзина модела КВ-85 изван пута износи само 12 km на сат.
Једини разлог његове градње је била уградња топа од 85 mm уместо топа од 76 mm који је престао бити користан у борби са немачким тешким тенковима. У неку руку тенк КВ-85 би се такође могао назвати лакшом верзијом тенка КВ-2 која се тада већ две године није производила.